# Château de Ewyas Harold
Le château de Ewyas Harold était un château, situé dans le village de Ewyas Harold, dans le Herefordshire, en Angleterre.

## Histoire
Le premier château construit sur le site est envisagé comme un des rares châteaux construit par les saxons, avant la conquête normande de l'Angleterre. Il est probablement construit en 1048, sur l'emplacement de fortifications plus anciennes, peut-être par Osbern Pentecost. C'est un château à motte, qui surplombe le ruisseau de Dulas. En 1052, le château est détruit soit sur les ordres de Godwin de Wessex, soit par un raid gallois.
À la suite de la conquête normande, le château est reconstruit par Guillaume Fitz Osbern, Comte de Hereford. En 1086, le Domesday Book mentionne le château.
En 1100, un prieuré est fondé dans la cour du château.
Le bâtiment se dégrade au début du XVe siècle. Il devient la possession de William de Beauchamp (en), comte d'Abergavenny (en), qui le re-fortifia afin de faire face à la menace d'Owain Glyndŵr.
Le château tombe en ruine en 1615, et aujourd'hui, seul demeure la motte et les terrassements des bâtiments et défenses.